# کایباته
کایباته (به پرتغالی: Caibaté) یک منطقهٔ مسکونی در برزیل است که در ریو گرانده جنوبی واقع شده‌است. کایباته ۲۵۹٫۶۶ کیلومتر مربع مساحت و ۴٬۸۲۳ نفر جمعیت دارد و ۲۸۶ متر بالاتر از سطح دریا واقع شده‌است.